# 개성 첨성대
개성 첨성대(開城 瞻星臺)는 개성시 송악동 고려의 옛 궁성터인 만월대 서문 밖에 있는 건축물로 고려 때 세운 것이다.
5개의 화강석 기둥 위에 돌마루를 깔았는데 매개 기둥은 어느 것이나 다 길이가 같고, 자름면이 정방형을 이루고 있다. 첨성대의 높이는 2.8m이고, 한 변의 길이는 2.6m이다. 기둥들은 정방형의 네 귀에 각각 세워지고 나머지 하나는 정방형 복판에 세워져 있다. 돌마루는 돌기둥과 더불어 교묘하게 사개를 틀어 맞추어서 견고하고 단정한 구조를 이루고 있으며, 그의 남북쪽 두 측면에는 쇠붙이를 끼우는 방법으로 돌들을 서로 연결시키고 있다. 윗면 서쪽에는 둥근 구멍 2개가 더 뚫어져 있는데, 이 구멍들은 관측기구들을 설치하는 데 쓰인 것 같다. 돌에 의해 사개를 교묘하게 짠 것이라든가 쇠붙이 이음을 적용한 것은 당시 구조물 축조 분야가 높은 수준에 있었음을 보여준다.

## 같이 보기
- 개경
- 첨성대